# Kamissaari
Kamissaari är en ö i Finland. Den ligger i sjön Kangasjärvi och i kommunen Pieksämäki i den ekonomiska regionen  Pieksämäki ekonomiska region  och landskapet Södra Savolax, i den södra delen av landet, 240 km nordost om huvudstaden Helsingfors. Öns area är 0,4 hektar och dess största längd är 330 meter i nord-sydlig riktning.